# Dalénmuseet

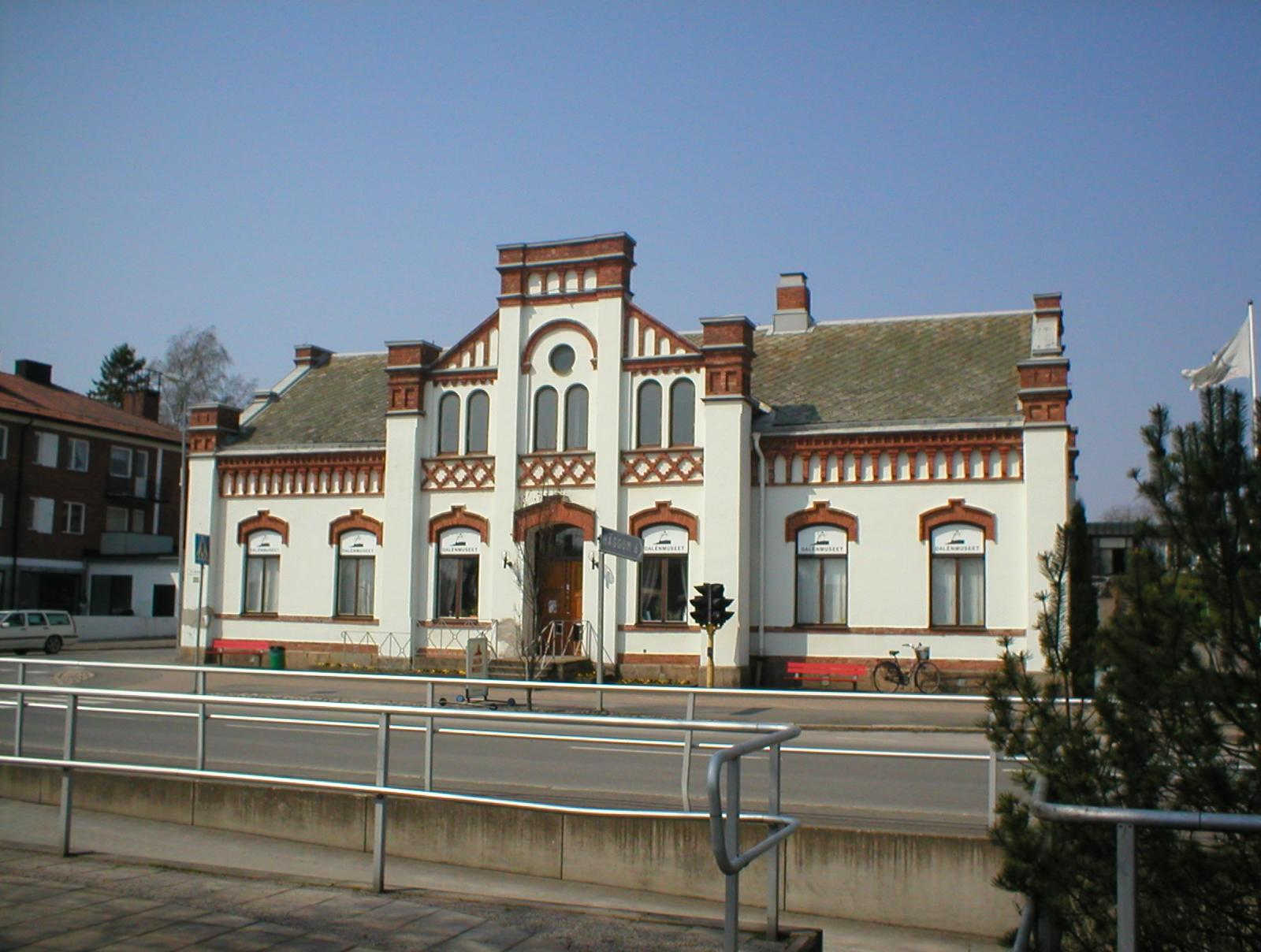
Dalénmuseet

Dalénmuseet är ett museum över uppfinnaren Gustaf Dalén och företaget AGA där han arbetade. Det ligger i hans födelseort Stenstorp, Västra Götalands län. Museet drivs av en ideell förening och startades 1996 i det gamla tingshuset intill järnvägsstationen.
Samlingarna består huvudsakligen av AGA-produkter som fyrlampor, belysningar, TV- och radioapparater, kuvöser, prismor, filmprojektorer, spisar, och en bil i körklart skick. Det finns också en filmsal med inredning av äldre typ, men man använder smart-tv i stället för filmprojektor. Utanför museet finns en trafiksignal av AGA-modell (se fotot) och en fyr.

## Galleri

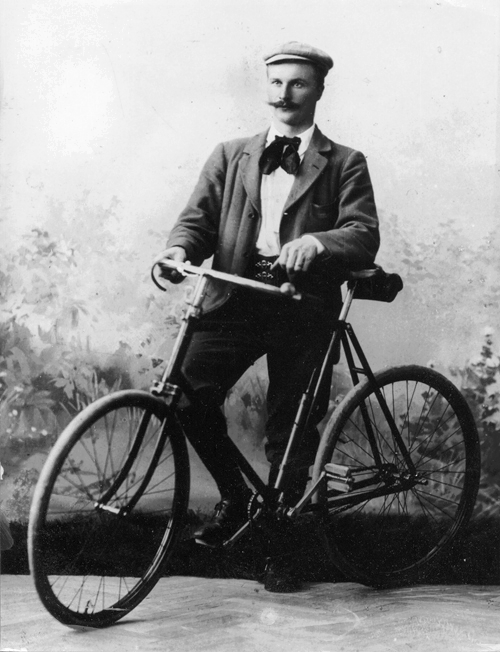
Gustaf Dalén 1895
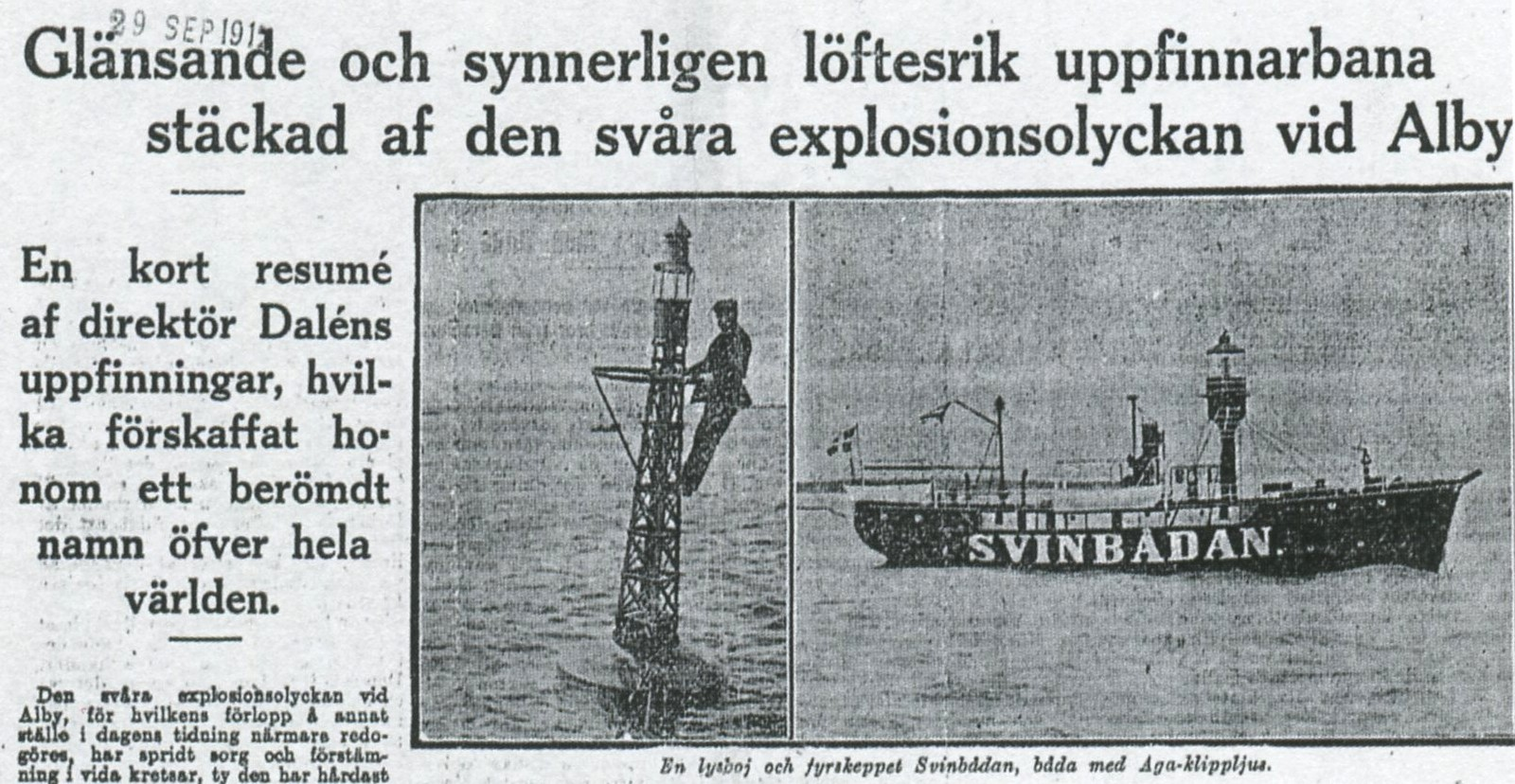
Dalén Alby 1912
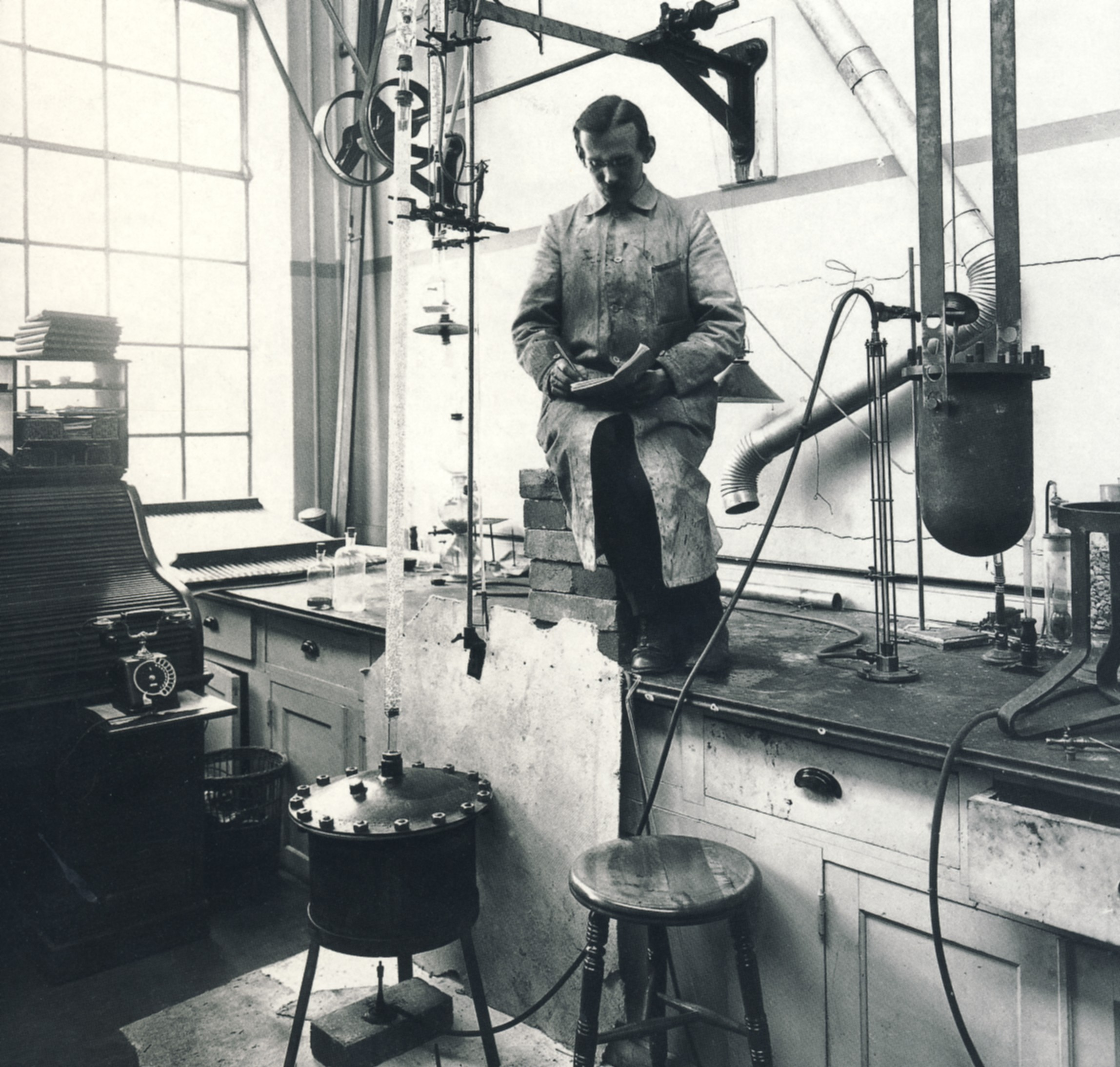
Dalén labb 1916